# UFC Fight Night: Bisping vs. Leites
UFC Fight Night: Bisping vs. Leites（ユーエフシー・ファイトナイト：ビスピン・バーサス・レイチ、別名UFC Fight Night 72）は、アメリカ合衆国の総合格闘技団体「UFC」の大会の一つ。2015年7月18日、スコットランド・グラスゴーのThe SSE Hydroで開催された。

## 大会概要
UFC初のスコットランド開催となった本大会ではマイケル・ビスピンとターレス・レイチによるミドル級戦が組まれた。
CFFCバンタム級王者ジミー・リベラ、キャリア7戦全勝のテエム・パッカレンがUFCデビュー。

## 試合結果

### アーリープレリム
第1試合 ヘビー級 5分3R
○  ダニエル・オミエランチク vs.  クリス・デ・ラ・ローチャ ×
1R 0:48 TKO（右フック→パウンド）
第2試合 バンタム級 5分3R
○  ジミー・リベラ vs.  マーカス・ブリメージ ×
1R 1:29 KO（右フック→パウンド）

### プレリミナリーカード
第3試合 フェザー級 5分3R
○  ロバート・ホワイトフォード vs.  ポール・レッドモンド ×
1R 3:04 KO（左フック→パウンド）
第4試合 ライト級 5分3R
○  ミカエル・ルボー vs.  テエム・パッカレン ×
3R終了 判定3-0（29-28、29-28、30-27）
第5試合 ライトヘビー級 5分3R
○  イリル・ラティフィ vs.  ハンス・ストリンガー ×
1R 0:56 KO（右フック→パウンド）
第6試合 フライ級 5分3R
○  パディ・フロハン vs.  ヴァウアン・リー ×
3R終了 判定3-0（30-27、30-27、30-27）

### メインカード
第7試合 ライト級 5分3R
○  スティーヴィー・レイ vs.  レオナルド・マフラ ×
1R 2:30 TKO（スタンドパンチ連打）
第8試合 ウェルター級 5分3R
○  レオン・エドワーズ vs.  パヴェウ・パヴラク ×
3R終了 判定3-0（30-27、30-27、30-27）
第9試合 女子ストロー級 5分3R
○  ジョアン・コールダウッド vs.  コートニー・ケイシー ×
3R終了 判定3-0（30-27、29-28、30-27）
第10試合 ライト級 5分3R
○  ジョセフ・ダフィー vs.  イヴァン・ジョルジ ×
1R 3:05 三角絞め
第11試合 ライト級 5分3R
○  エヴァン・ダナム vs.  ロス・ピアソン ×
3R終了 判定3-0（30-27、30-27、29-28）
第12試合 ミドル級 5分5R
○  マイケル・ビスピン vs.  ターレス・レイチ ×
5R終了 判定2-1（47-48、49-46、48-47）

### 各賞
ファイト・オブ・ザ・ナイト： ジョアン・コールダウッド vs. コートニー・ケイシー
パフォーマンス・オブ・ザ・ナイト： ジョセフ・ダフィー、スティーヴィー・レイ
各選手にはボーナスとして5万ドルが授与された。

### カード変更
負傷などによるカードの変更は以下の通り。
- コンスタンティン・ヨーロヒン → クリス・デ・ラ・ローチャ（第1試合）

- イアン・エントウィッスル → ジミー・リベラ（第2試合）

- ジェイク・マシューズ → テエム・パッカレン（第4試合）

- ベック・ローリングス → コートニー・ケイシー（第9試合）